# Isabella Young
Isabella Young (també Isabella Scott) (17?, Londres - Idem. 12 d'agost, 1791), va ser una mezzosoprano i organista anglesa que va tenir una carrera d'èxit com a concertista i cantant d'òpera durant la segona meitat del segle XVIII. Young es va associar especialment amb les obres de George Frideric Handel i va ser una cantant favorita del compositor durant els últims anys de la seva vida. També va formar part d'una coneguda família anglesa de músics que incloïa diversos cantants i organistes professionals durant els segles XVII i XVIII.

## Biografia
Isabella Young va néixer a la dècada de 1720 o principis de la dècada de 1730, però ara es desconeix l'any exacte, ja que no hi ha constància del seu naixement o bateig. El seu pare, Charles Young, era un empleat del Tresor. Era la filla gran de tres filles i la seva germana petita Elizabeth era una contralt d'èxit i la seva germana petita Polly era una famosa soprano, compositora i teclista. Tant el seu avi, Charles Young, com el seu besoncle, Anthony Young, van ser organistes i compositors notables. També tenia tres ties famoses que eren cantants notables. La seva tia Cecilia (1712–1789), va ser una de les més grans sopranos angleses del segle XVIII i l'esposa del compositor Thomas Arne. La seva tia Isabella també va ser una soprano d'èxit i era l'esposa del compositor John Frederick Lampe i la seva tia Esther va ser una coneguda contralt i esposa de Charles Jones, un editor musical d'èxit a Anglaterra durant el segle XVIII.
Young va estudiar cant amb el baix Gustavus Waltz i va debutar professionalment amb ell en concert el 18 de març de 1751. Va tenir una carrera molt reeixida com a cantant de concert i oratori a Londres i als festivals provincials. Es va convertir en una de les preferides de Händel durant els darrers anys del compositor, apareixent en diverses interpretacions de les seves obres, inclosa el paper de Counsel (Truth) a l'estrena mundial de The Triumph of Time and Truth el març de 1757. També va ser solista a la El Messies actua a l'Hospital Foundling en diverses ocasions. Young també era una organista consumada i sovint tocava l'orgue en recitals i concerts a més de cantar. Es va fer especialment coneguda pels seus recitals d'orgue de les composicions de Händel.
Encara que més famosa com a solista de concert, Young també va actuar a l'escenari amb èxit. El 1754 va cantar en tres òperes del seu oncle, Thomas Arne; Alfred i Rosamond al Covent Garden Theatre, i Eliza al "Little Theatre" del Haymarket. El febrer de 1755 va aparèixer al "Theatre Royal, Drury Lane" com Titania a l'òpera The Fairies de John Christopher Smith. Va tornar a aquest teatre regularment fins al 1777, cantant entre els actes, en interludis musicals i peces posteriors. També va crear papers a les òperes angleses de George Rush The Royal Shepherd i The Capricious Lovers.
Després del seu matrimoni amb l'Hon. John Scott el desembre de 1757 Isabella sol cantar en concerts i oratoris com a Mrs Scott, però a l'escenari va continuar descrivint-se com Miss Young fins al 1769.